# Municipio de North Buffalo
El municipio de North Buffalo (en inglés: North Buffalo Township) es un municipio ubicado en el condado de Armstrong en el estado estadounidense de Pensilvania. En el año 2000 tenía una población de 2.942 habitantes y una densidad poblacional de 46 personas por km².

## Geografía
El municipio de North Buffalo se encuentra ubicado en las coordenadas 40°46′35″N 79°35′50″O / 40.77639, -79.59722.

## Demografía
Según la Oficina del Censo en 2000 los ingresos medios por hogar en la localidad eran de $37,375 y los ingresos medios por familia eran $43,359. Los hombres tenían unos ingresos medios de $32,168 frente a los $21,406 para las mujeres. La renta per cápita para la localidad era de $16,528. Alrededor del 7,6% de la población estaban por debajo del umbral de pobreza.